# Evgenij Semёnovič Matveev
Evgenij Semёnovič Matveev (8 marzo 1922 – Mosca, 1º giugno 2003) è stato un attore e regista sovietico.

## Filmografia parziale

### Regista
- Smertnyj vrag (1971)
- Ljubov' zemnaja (1974)
- Sud'ba (1977)
- Osobo važnoe zadanie (1980)